# Ở giữa Kẻ Giả Mạo
Among the Impostors là tác phẩm văn học tiểu thuyết năm 1998 cho thanh thiếu niên bởi Margaret Peterson Haddix về vấn đề được quan tâm được tưởng tượng về tương lai về sự chống đối đàn áp nạn vượt dân số. Đây là cuốn hai trong bảy cuốn truyện trong bộ truyện Shadow Children.

## giới thiệu khái quát
nói chung câu chuyện nói về những đứa trẻ thứ ba không được chính phủ chấp nhận và chính phủ và sẽ bắt giam hoặc giết những gia đình có dấu hiệu có ba đứa con trở lên, và sự khan hiếm đồ ăn, tài nguyên tự nhiên. Hình thành sự nổi loạn, chính phủ dân chủ đã bị đánh bại bởi một chích phủ mới. Luật mới bắt đầu được áp dụng một gia đình chỉ được có hai người con(đứa con thứ ba nếu phát hiện sẽ bị giết). Tác giả của bộ truyện không muốn điều này xảy ra.

## Cốt truyện
Luke Garner, là một đứa trẻ thứ ba không được sự chấp nhận của chích phủ đang sống trong một bộ mặt giả, sống với tên giả là và được đến trường học tên là Hendricks cho con trai. Lee Grant thật đã chết bởi tai nạn trượt tuyết và không ai biết chuyện đó ngoài gia đình cậu ta. Ban đầu Luke không biết nên cư xử làm sao với mọi người. Cuối cùng vì rất buồn và nhớ nông trại thuộc về mình nên Luke đã lẻn ra ngoài để làm một khu vườn cho mình. Khi khu vườn của Luke bị phá hoại, Luke bắt đầu phát hiện nhiều học sinh khác cũng lẻn ra ngoài, bao gồm Jackal Boy.
Luke tiết lộ bí mật của mình cho họ và Luke cũng phát hiện họ cũng là dứa trẻ thứ ba. Người đội trưởng là Scott Renault (tên thiệt là Jason Barstow) còn thường được gọi là Jackal Boy, là người bền ngoài là một người ủng hộ Jen Talbot, là người bạn đầu tiên của Luke đã chết vì cuộc biểu tình cho những đứa trẻ thứ ba. Điều mà Luke nghĩa là đúng đắn. Dù thế nào đi nữa, tên Jackal boy đã đó phản bội lại họ. Luke bắt đầu được tham gia vào nhóm Jasonis nhưng vẫn không dám nói tên thật của mình vì sợ.
Càng ngày Luke học thêm và thêm nhiều điều mới về trường Hendricks, nhưng lại không bao giờ học được giờ khóa biểu cho đến khi Luke hỏi Jason. Luke nói cậu ta phải làm bài thi cuối cùng của năm, và kết quả sẽ được gửi về cho bố, mẹ giả của mình, gia đình Grants, là một gia đình được làm Baron (người có quyền chia lương thực cho người dân), và là một trong những người giàu có và có quyền lực trong đất nước. Một đêm nọ, Luke tỉnh dậy mà không thấy Jason đâu. Sau đó Luke tìm thấy anh ta và phát hiện cuộc gọi lén đến cảnh sát dân số.
Luke cuối cùng mới hiểu ra Jason là con người thế nào và Luke tấn công Jason với cuốn sách lịch sử, và cúp cái điện thoại. Luke gọi lại cho cảnh sát dân số và bịa ra chuyện khác và Jason phải vô phòng y tá. Luke liền gọi cho chú Talbot, và hai người điệp viên khác làm việc cho cảnh sát dân số, và thuyết phục họ đến Hendricks cứu. Khi tên cảnh sát đến chú Talbot thuyết phục họ là Jason đã nói dối về tất cả những đứa trẻ thứ ba và Jason bị bắt cùng với Nina, người bị coi là tòng phạm học ở trường Harlow gần bên, tuy Nina chả làm điều gì phạm pháp. Cuối cùng Luke được chọn rời khỏi trường, nhưng Luke quyết định ở lại để giúp hai đứa trẻ khác ở trường Hendtrick.

## cuốn
- cuốn 1 Among the hidden
- cuốn 2 Among the Impostors
- cuốn 3 Among the Betrayed
- cuốn 4 Among the Barons
- cuốn 5 Among the Brave
- cuốn 6 Among the Enemy
- cuốn 7 Among the Free

nhân vật chính
- Luke Garner (alias Lee Grant)
- Jason Barstow
- Trey
- John
- Elodie (biết đến trong tập Among the Imposters là Nina Idi)
- Mr.Hendricks
- Mr.Talbot
- Mr. Dirk